# Parker (South Carolina)
Parker ist ein als Census-designated place (CDP) eingestufter Ort im US-Bundesstaat South Carolina. Der Ort liegt im Greenville County und ist Teil der Metropolregion Upstate. Das U.S. Census Bureau hat bei der Volkszählung 2020 eine Einwohnerzahl von 13.407 ermittelt.

## Geografie
Parker liegt im Westen des Greenville County und grenzt im Osten an die Stadt Greenville, im Nordosten an die CDP City View und Sans Souci, im Norden an Berea, im Westen an Pickens County und im Süden an Welcome und Judson. Die westliche Grenze des CDP, die gleichzeitig die Grenze des County darstellt, folgt dem Saluda River.
Die südliche Grenze des CDP ist der U.S. Highway 123 (New Easley Highway/Easley Bridge Road). Der US 123 führt 6 km nach Osten zum Zentrum von Greenville und 13 km nach Westen nach Easley. Die U.S. Highway 25 (White Horse Road) verläuft durch die Ostseite von Parker und führt 16 km nach Norden nach Travelers Rest und 5,6 km nach Süden zur Interstate 185.
Eine Bahnstrecke der Norfolk Southern Railway von Greenville nach Atlanta verläuft in Ost-West-Richtung durch Parker. Ein Güterbahnhof der Norfolk Southern und der von Amtrak bediente Bahnhof Greenville liegen einige hundert Meter östlich der Grenze des CDP Parker.